# 山东省安康医院
山东省安康医院（俗称戴庄医院）隶属于山东省公安厅，位于山东省济宁市任城区北戴庄。该医院是一所安康医院，是对危害社会治安的精神病人依法进行强制医疗的专门机构。除了强制医疗外，该医院还开展精神疾病司法鉴定等工作。

## 简介
该医院的原址原是戴庄天主堂的一部分。该天主堂原属天主教会，后于1948年被中国人民解放军鲁中南军区占用。1950年3月，鲁中南军区在此建立中国人民解放军鲁中南军区疗养院。 后该院先后更名为山东省第四康复医院、山东省第十一康复医院。1952年8月，鲁中南军区撤销，该院改为山东省精神病康复医院，隶属于山东省卫生厅。1956年，该院移交济宁地区行政专署。1984年，济宁市成立，该院改称济宁市精神病防治院。1992年，该院合并济宁市疗养院增挂济宁市职业病院牌子。1995年起，该院并称为济宁医学院附属第二医院。1997年，经山东省人民政府批准，该院加挂山东省安康医院牌子。2002年3月，经公安部、山东省公安厅批准，山东省安康医院成立山东省戒毒所，该所是山东省当时唯一一所集自愿戒毒与强制戒毒于一身的治疗康复中心，承担着山东省的自愿戒毒和强制戒毒任务。2007年8月经国家发改委、公安部、司法部批准，建立了山东省（济宁）戒毒康复中心，成为山东省首家戒毒康复中心。2009年6月22日，山东省（济宁）戒毒康复中心举行揭牌暨康复中心综合楼奠基仪式。
2015年3月23日被评为三甲医院 济宁市精神病防治院达到三级甲等精神病医院评审标准现予以公布，并颁发医院等级证书和标牌，有效期为2015年3月-2019年3月。